# Hải Đường, Tam Á
Hải Đường (tiếng Trung: 海棠区; bính âm: Hǎitáng Qū) là một khu (quận) thuộc thành phố Tam Á, tỉnh Hải Nam, Trung Quốc. Tổng diện tích của khu là 255 km², tổng nhân khẩu ước đạt 90 nghìn vào năm 2013.
Ngày 11 tháng 2 năm 2014, Quốc vụ viện Trung Quốc phê chuẩn bãi bỏ sáu trấn của Tam Á và lập mới bốn khu, là Cát Dương (bãi bỏ khu Hà Đông, trấn Cát Dương, ủy hội quản lý vịnh Á Long), Nhai Châu (bãi bỏ trấn Nhai Thành), Thiên Nhai (bãi bỏ khu Hà Tây, trấn Phượng Hoàng, trấn Thiên Nhai, ủy hội quản lý vịnh Tam Á, trấn Bảo Lưu Dục Tài), Hải Đường (bãi bỏ trấn Hải Đường Loan, ủy hội quản lý vịnh Hải Đường).

## Hành chính
- Xã khu: Vĩnh Ninh 永宁, Lâm Vượng 林旺, Đằng Hải 藤海.
- Thôn hành chính: Đằng Kiều 藤桥, Long Lâu 龙楼, Doanh Đầu 营头, Long Hải 龙海, Da Lâm 椰林, Đông Khê 东溪, Hải Phong 海丰, Thăng Xương 升昌, Thanh Điền 青田, Giang Lâm 江林, Long Giang 龙江, Trang Đại 庄大, Lâm Tân 林新, Phượng Đường 凤塘, Hồng Lý 洪李, Bắc Sơn 北山, Tam Táo 三灶, Loan Pha 湾坡, Thiết Lô 铁炉.